# Juan Lamberti
Juan Lamberti o Juan Bautista Lamberti, también como Juan B. Lamberti, o bien en italiano: Giovanni Battista Lamberti (Chiavari del Primer Imperio Francés, ca. 1810 - Buenos Aires, República Argentina, después de 1864) fue un marino ítalo-genovés que tras combatir por la Unidad de Italia en 1832, junto a Giuseppe Mazzini, se exilió en Sudamérica acompañando a José Garibaldi, en donde luchó en la Revolución Farroupilha riograndense contra el Imperio del Brasil y posteriormente en el bando Colorado uruguayo durante la Guerra Grande. Regresó a Europa en 1848 para reintentar la independencia y unificación italiana, al retornar al Cono Sur en 1852, participó en las guerras civiles argentinas a favor de la confederación de Justo José de Urquiza, y en 1859, a favor del Estado de Buenos Aires, hasta que en 1861 se unieran definitivamente bajo el nombre de República Argentina. Fue padre del poeta uruguayo-argentino Antonino Lamberti (1845-1926) y del empresario hotelero bonaerense José Lamberti (1847-1920).

## Biografía hasta el viaje a Sudamérica

### Origen familiar y primeros años
Juan Bautista Lamberti había nacido hacia 1810 en la ciudad de Chiavari de la abolida República de Génova que, siendo ocupada y transformada en Estado satélite por la Primera República Francesa en 1797 y que la renombraran República Ligur, pasaría a ser anexada en 1805 al Primer Imperio francés, transformándose en la capital del departamento de los Apeninos.

### La Joven Italia de Mazzini y su intento unificador peninsular

El Risorgimento italiano.

En el año 1832 Lamberti participó del movimiento de la Joven Italia del carbonario Giuseppe Mazzini, y de esta manera estuvo involucrado en la insurrección del Piamonte que formaba parte del entonces Reino de Cerdeña del soberano Carlos Alberto de Saboya.
Una vez que fueron derrotados por dicho monarca en Génova el 5 de febrero de 1834, acompañó a José Garibaldi en su huida a su ciudad natal sarda de Niza, en el condado homónimo.
Luego se mudaron a la ciudad francesa de Marsella, alojándose en la vivienda de Giuseppe Pares que era un amigo de Garibaldi, donde se embarcaron hacia el mar Negro para ir a Constantinopla, capital del Imperio turco,  arribando específicamente en el antiguo barrio genovés de Gálata.
En 1835 regresaron por el camino inverso a través del mar de Mármara, el Egeo y el Mediterráneo para atracar en Túnez, capital del vilayato otomano homónimo, y luego al regresar a Marsella prestaron asistencia a enfermos de cólera. El 16 de diciembre del citado año emigraron a Sudamérica a bordo del bergantín Nautonnier, comandado por el capitán Beauregard.
Mientras tanto Mazzini, junto con unos pocos amigos italianos, pasaron a París y terminaron exiliándose en Londres, en enero de 1837. Allí reformó la Giovine Italia, el 30 de abril del mismo año y el 10 de noviembre comenzó a publicar el Apostolado popular o bien en italiano: Apostolato popolare.

### Viaje al Imperio del Brasil con Garibaldi

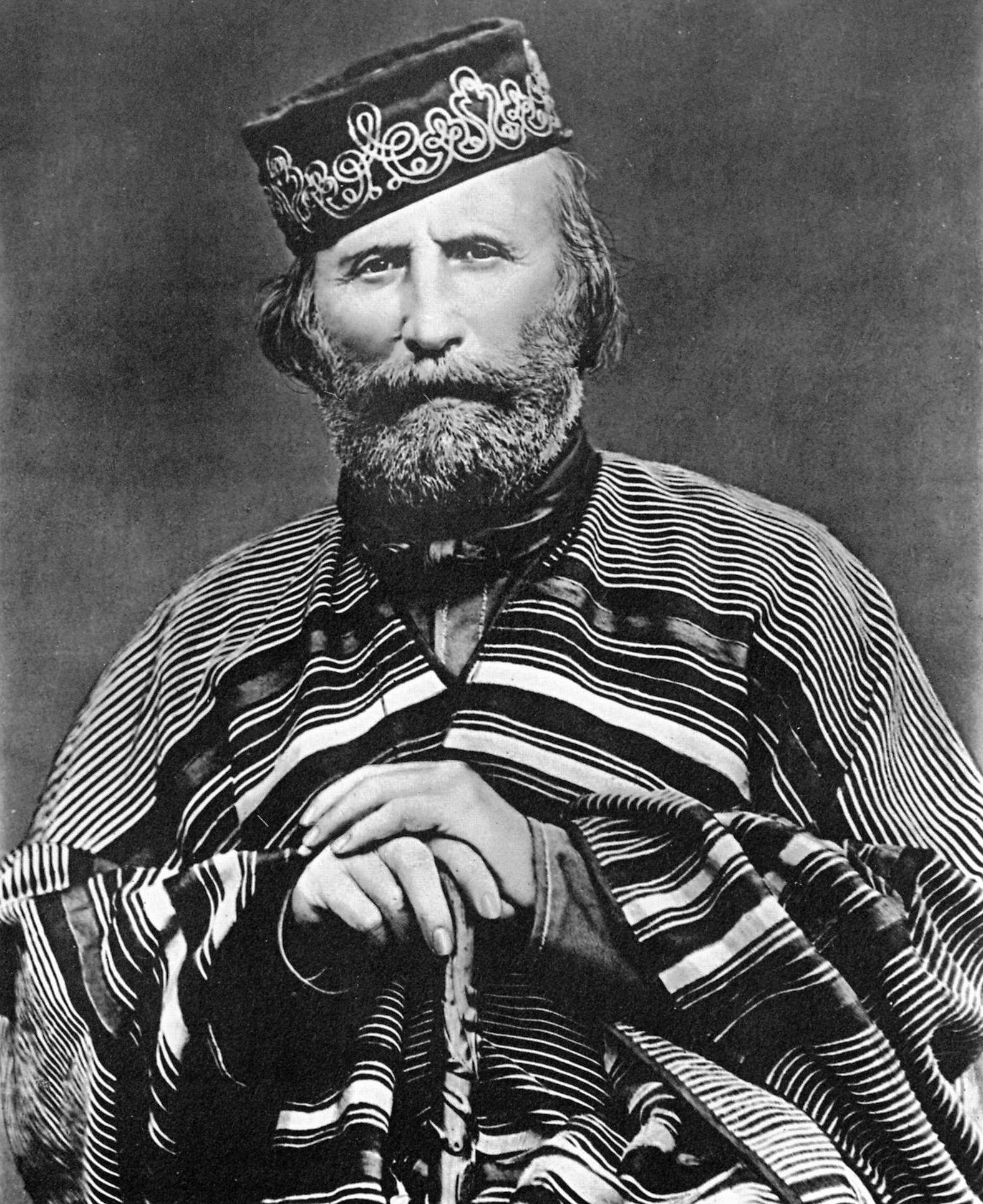
José Garibaldi (foto de 1866).

Mapa de los países y algunas provincias de la cuenca del Plata, entre 1840 y 1860.

Una vez que Lamberti y el resto de seguidores de Garibaldi llegaran a su nuevo destino, estuvieron por poco tiempo en la ciudad de Río de Janeiro en enero de 1836 y luego se afincaron en San Pedro de Río Grande, capital de la sureña provincia brasileña homónima, en donde contactaron con otros disidentes italianos carbonarios, especialmente con el conde boloñés Tito Livio Zambeccari quien ideara la bandera de la nueva república. Siguiendo a Garibaldi, formó parte de la logia Asilo di Vertud.

### Revolución Farroupilha y la República Riograndense
Lamberti y Garibaldi lucharon contra el Imperio del Brasil en la Revolución Farroupilha o de los Farrapos —la cual había comenzado el 20 de septiembre de 1835— que llevó a la proclamación de la República Riograndense el 11 de septiembre de 1836, liderada por el comandante Bento Gonçalves da Silva, quien fuera nombrado su presidente el 6 de noviembre del mismo año, y el general Antônio de Sousa Neto. El coronel Pedro José Viera que también fuera un patriota hispanoamericano, tenía el mando de las policías de campaña de la nueva república.
Con el lanchón Mazzini, con patente de corso entregado el 4 de mayo de 1837 por el presidente de la incipiente república, Garibaldi y sus doce hombres de los cuales Juan Lamberti formaba parte —además del contramaestre genovés Luigi Carniglia, el segundo contramaestre maltés Luigi Calia, el genovés Pasquale Lodola, el brasileño João Baptista, el sardo Antonio İllana, el sardo Giovanni Fiorentino, el maltés Giambattista Caruana, el genovés Mauricio Garibaldi, el genovés Luigi Rosseti, el portugués José María y un veneciano de nombre desconocido— se lanzaron el 7 del corriente a las aventuras del océano Atlántico.

### Breve acción corsaria por el océano Atlántico y el Río de la Plata
En alta mar, al toparse con la sumaca mercante brasileña Luisa, la tomó prisionera y la rebautizó como Farroupilha, hundiendo la suya. Una vez que dejara la tripulación prisionera en tierra y cumplida esta primera acción como corsario, tuvieron que dirigirse al Río de la Plata ya que el puerto de San Pedro de Río Grande estaba bloqueado por la flota imperial, por lo cual, el marinero brasileño Baptista debió interrumpir su viaje en el cabo Itapocoroi.
Como los gobiernos argentino-uruguayos no aceptaban a la nueva Nación independiente, el presidente Manuel Oribe dio la orden para apresarlos a José Machado, alcalde de Maldonado, pero este en vez de cumplirla advirtió a Garibaldi el 28 de mayo, desembarcando allí solo el marinero genovés Rosseti para dirigirse a Montevideo a dar la noticia. Ante la desobediencia, el gobierno oriental mandó fuerzas para interceptarlo, produciéndose el combate de Punta María Jesús, en donde Lamberti con otros italianos y los dos malteses lucharon valerosamente, aunque falleció Fiorentino y Garibaldi resultara herido en la parte media lateral derecha del cráneo. El contramaestre Carniglia tomó el mando de la embarcación y emprendieron la retirada, internándose en el río Paraná y cuya ruta era indicada por el mismo Garibaldi que se encontraba agonizante, por falta de conocimientos geográficos a bordo, indicando con su dedo en el mapa que debían dirigirse hacia la ciudad de Santa Fe.
A la altura del Paraná Ibicuy, se encontraron allí con la nave de pasajeros Pintoresca comandada por el capitán Lucas Tartabull que unía las ciudades argentinas de Gualeguay y Buenos Aires, y al enterarse uno de los pasajeros, el rico comerciante hispano-catalán Jacinto Andreu —que también era masón— quien se encontraba en la goleta, pidió al capitán que detuviera el barco para poder dialogar con Garibaldi quien lo hiciera con dificultad, y notando aquel que estaba gravemente herido le ofreció a llevarlos, por lo cual Lamberti con los marineros José María y el veneciano que no figuraban en la patente de corso decidieron quedarse en la estancia de Puerto Ibicuy para ir por vía terrestre a Montevideo. Garibaldi fue llevado de esta forma a Puerto Ruiz, en agosto de 1837.
Una vez allí, trasladaron a Garibaldi a la villa de Gualeguay, a donde estaba en esos momentos el gobernador entrerriano Pascual Echagüe quien lo detuviera y le ordenara la prohibición de salir de la villa, pero también puso a su disposición un médico, el doctor Ramón del Arca, que al extraerle la bala del cráneo le salvó la vida. En su prisión urbana se hospedó por seis meses en la casa de Andreu y su esposa Micaela Hermoso, ubicada en las calles San Antonio —actual Belgrano— y Ayacucho. Garibaldi provocaba admiración y hospitalidad en los habitantes lugareños que lo animaban a hacer encuentros sociales, tertulias y a cabalgar por la villa y su zona rural.
También visitaba a sus nuevos amigos de Puerto Ruiz, siendo uno de ellos el poderoso hacendado italiano Bernardo Gallo, quien más tarde —luego de que Juan Manuel de Rosas se encargara de las Relaciones Exteriores de la confederación, a través de su ministro Felipe Arana y desconociendo a la nueva República Riograndense, quisiera extraditarlo— lo ayudó para que pueda fugarse, pero fue nuevamente apresado por una compañía de cinco hombres dirigidos por Elías Campodónico que había sido enviada por el comandante Leonardo Millán. Luego de torturas y vejaciones fue liberado en la ciudad de Paraná por orden del gobernador Echagüe debido a la intercesión de los habitantes gualeguayenses y en especial a Rosa Sanabria de Alemán. Posteriormente Garibaldi se trasladó a Montevideo, en donde se encontraban Lamberti y Rosseti, entre otros, sumándose a la lucha de los unitarios argentinos, para luego partir hacia el norte en 1838.
Al regresar Lamberti y Garibaldi tomaron, junto al general Davi Canabarro, la ciudad brasileña de Laguna en la provincia de Santa Catarina, lo que facilitó la creación de la República Juliana el 23 de julio de 1839 que formó una confederación con la vecina República de Piratini, pero aquella solo perduraría hasta el 15 de noviembre del corriente, luego de la reconquista por las fuerzas imperiales brasileñas.

## Los italianos a favor de los colorado-unitarios de la Guerra Grande uruguaya

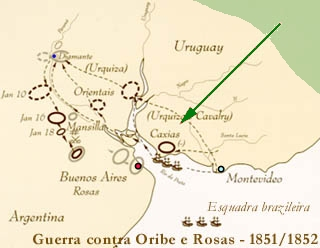
Fase final de la Guerra Grande.

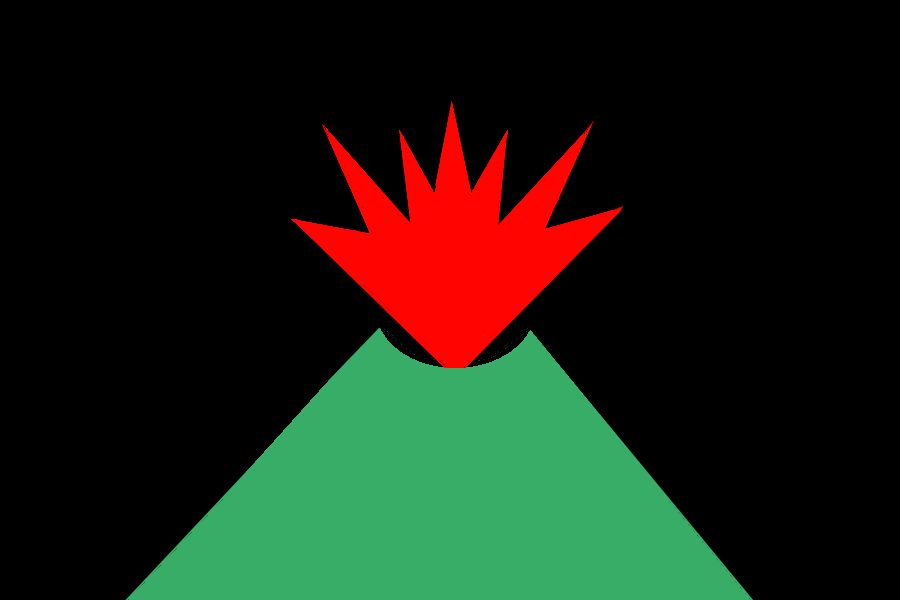
Bandera calabresa de la Primera Guerra de la Independencia Italiana durante las Revoluciones de 1848, usada como insignia de la «Legión Italiana» en el Sitio de Montevideo y contra Napoleón III.

### Reorganización de Mazzini y su contacto con Lamberti
Si bien Giuseppe Mazzini fuera abandonado por sus seguidores carbonarios en Europa, el apoyo de su madre lo motivó a fundar varias organizaciones, cuyos objetivos eran la unificación y liberación de otras naciones, y también erigiría una escuela italiana para gente humilde, en 1841. Aquellas organizaciones eran la Joven Alemania, la Joven Polonia y la Joven Suiza, que conformaban a la Joven Europa, o bien en italiano: Giovine Europa.  La misma había sido reformada en París a partir de 1840, y luego con la ayuda de Juan Lamberti desde el 19 de abril de 1842, vía postal. Esta fue la semilla del sueño de Garibaldi en conformar los «Estados Unidos de Europa».

### Lamberti en Uruguay en oposición a los blancos-rosistas
Lamberti había llegado al Río de la Plata en 1841, radicándose en la ciudad de Montevideo que era la capital del nuevo Estado Oriental del Uruguay, donde tenía lugar la actualmente denominada Guerra Grande —que había comenzado el 10 de marzo de 1839 y se prolongaría hasta el 8 de octubre de 1851— acontecida en dicho río y sus afluentes, siendo los bandos beligerantes los blancos uruguayos que estaban encabezados por Manuel Oribe que se habían aliado con los federales argentinos quienes estaban liderados por el brigadier Juan Manuel de Rosas, enfrentados al otro, que estaba conformado por los colorados orientales instalados en Montevideo y dirigidos por Fructuoso Rivera, en alianza con los unitarios argentinos.
Allí había contactado con otros disidentes italianos por las revueltas de la Joven Italia, y durante la guerra, el almirante argentino Guillermo Brown operaba la flota de la Confederación Argentina que intentaba bloquear el puerto de Montevideo, y como la flota armada del Gobierno riverista, comandada por el comodoro Juan Coe, había sido destruida, designó a Garibaldi al mando de la flota como sustituto del mismo.
De esta manera, Lamberti participó el 15 de agosto de 1842 con el grado de teniente primero en el combate naval de Costa Brava sobre el río Paraná —cerca de la localidad Esquina, en la provincia de Corrientes— comandado por Garibaldi, pero al día siguiente su flota fue derrotada por las fuerzas de Brown, y con Garibaldi lograrían escapar.

### Apoyo a Rivera y comienzo del Sitio de Montevideo
Volvieron a Montevideo en 1843 y establecieron una unidad militar que fue denominada «Legión Italiana», la cual puso al servicio del Gobierno riverista de dicha ciudad que desde el 16 de febrero del mismo año se encontraba sitiada, y en donde participó en la defensa litoral con una flota de barcos que actuó cerca de Montevideo en el combate de Tres Cruces, el 17 de noviembre del corriente, y en el cual Lamberti saliera herido.
En la misma urbe Juan Lamberti contrajo su primer matrimonio con Catalina Cerruti, una compatriota de su misma ciudad natal, hacia 1844 y con quien años después tendría descendencia uruguaya y argentina. Junto a Garibaldi ingresó en la logia "Les Amis de la Patrie" de Montevideo, el 18 de agosto de 1844, del Gran Oriente de Francia.
Con Garibaldi —que estaba al mando de una flota de veinte naves con unos 900 hombres de tropa, con el apoyo de las escuadras fancesas y británicas, para el desembarco— pudieron ocupar en abril de 1845 la ciudad uruguaya de Colonia del Sacramento que fue saqueada por los soldados anglo-franceses y por algunos hombres legionarios, a pesar de las órdenes severas de los comandantes. En septiembre tomaron la isla Martín García, defendida por la confederación rosista, y la ciudad entrerriana de Gualeguaychú, que también sería saqueada, y en noviembre ocuparon la ciudad oriental de Salto, prácticamente sin resistencia.

## Viaje a Europa con Garibaldi para reintentar la unificación italiana

### Nuevo contacto postal con Mazzini
Durante el sitio de Montevideo, recibió una carta de Giuseppe Mazzini el 18 de octubre de 1846, medio año después del segundo matrimonio en dicha ciudad sitiada del rico hacendado y empresario germánico Fernando Ernesto Nebel —el séptimo hijo del rico comerciante Bernhard, y por tanto, nieto del exalcalde napoleónico de Coblenza, Johann Nikolaus von Nebel quien fuera fundador en 1808 de la logia L'Union Désirée, renombrada durante la etapa prusiana en 1817 como logia Friedrich zur Vaterlandsliebe N.º 278— y desde febrero a marzo de 1848, Lamberti con su familia se mudaron a la localidad uruguaya de Paysandú.

### Guerra contra el Imperio austríaco
Cuando Garibaldi decidió volver a Europa el 5 de abril de 1848 para reintentar la unificación italiana, Juan Lamberti, su esposa Catalina Cerruti y sus dos pequeños hijos Antonio y José embarcaron con él. Una vez en la península Italica, dejaron a los niños en Niza y se pusieron a las órdenes del ejército del Reino de Cerdeña —luego del nuevo Estatuto albertino creado por su soberano que dividía el poder entre el monarca y un parlamento— y que después de la insurrección de Milán, liderara el movimiento liberal y nacionalista italiano, librando numerosas batallas a favor de la independencia del Reino Lombardo-Veneto, ocupado desde 1815 por el Imperio austríaco.

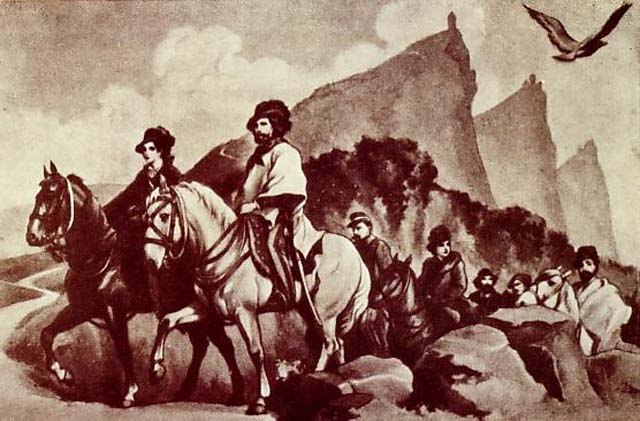
Garibaldi, Anita, Juan Lamberti, Catalina Cerruti y miles de sus hombres dirigiéndose a San Marino.

De esta forma, Lamberti intervino en la Primera Guerra de la Independencia Italiana contra Austria del recién coronado Francisco José I, con apoyo de la Segunda República Francesa pero el cambio de actitud del príncipe-presidente Carlos Luis Napoleón Bonaparte que optó por la negociación, truncó temporalmente los objetivos de Garibaldi. Si bien se creó en 1849 la República Romana en los Estados Pontificios, esta fue efímera durando solo cinco meses, del 9 de febrero hasta el 4 de julio del mismo año.

### Huida a San Marino y muerte de Anita
José Garibaldi, Juan Lamberti, sus respectivas esposas —Ana María de Jesús Ribeiro, que había conocido en 1839 en la ciudad brasileña de Laguna y desposado en Montevideo en 1842, y Catalina Cerruti— además de sus 3.900 soldados tuvieron que huir a San Marino, mientras eran perseguidos por un ejército español, francés y napolitano. La esposa de Giuseppe, más conocida como Anita Garibaldi, fallecería en la fuga a consecuencia de la fiebre tifoidea, el 4 de agosto de 1849.

## Nuevo exilio hacia América y fin del Sitio de Montevideo

### Escalas en Niza, Tánger, Gibraltar y Liverpool
Pasaron posteriormente a Niza para buscar a sus hijos y que Garibaldi se despidiese de los suyos que los dejaría al cuidado de su abuela y luego estuvieron un tiempo en la ciudad marroquí de Tánger con Giuseppe y sus hombres, en el norte de África y en donde los Estados Unidos poseían su consulado, y partieron a principios de junio de 1850 rumbo al estado de Nueva York, pasando por la colonia británica de Gibraltar el 13 de junio en la nave The Queen, para partir en el mismo día hacia Liverpool en el Reino Unido y en donde llegaron el día 22, permaneciendo hasta el 27 del corriente, cuando embarcaron en el vapor estadounidense Waterloo rumbo a Norteamérica, en el que demoraron 33 días en atravesar el océano Atlántico.

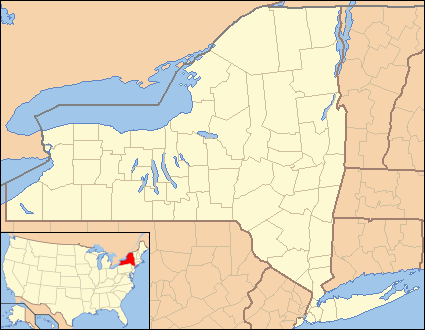
Estado de Nueva York con la ciudad homónima formada por el Bronx, Manhattan, Staten Island (en la parte inferior de la imagen) y la parte sudoriental de Long Island, mostrando su ubicación en un mapa estadounidense.

### Residencias temporales en Nueva York, Lima y Valparaíso
Llegaron de esta manera a la ciudad de Nueva York el 30 de julio del mismo año y luego pasaron a Staten Island, residiendo en la casa de Antonio Meucci quien fuera propietario de una fábrica, empleándolos a todos en la misma, para después de un tiempo, Garibaldi y algunos de sus hombres dirigirse a Cuba a principios de abril de 1851, pasar el 28 del corriente a Nicaragua, cruzar el istmo de Panamá para embarcar hacia el océano Pacífico y llegar al Perú el 5 de octubre. Una vez allí pasó a comerciar con el guano por lo cual tuvo que viajar en el bergantín Carmen, el 10 de enero de 1852, a la ciudad asiática de Cantón ubicada en el entonces Imperio chino y a Manila en la Capitanía General de Filipinas que formaba parte del residual Imperio español, para retornar a Sudamérica a través de Australia y Nueva Zelanda, en donde pasó por Valparaíso en diciembre del mismo año y arribó en enero de 1853 al puerto de El Callao.
De esta forma Juan Lamberti, su esposa Catalina y sus pequeños hijos Antonio y José, habían embarcado junto a Garibaldi desde Nueva York en el trayecto descripto hacia Sudamérica, aunque desconociéndose los detalles de la travesía, alojándose en Lima y en 1852 en la ciudad de Valparaíso en donde estaba residiendo el rico empresario germánico Francisco Alejandro Nebel —tercer hijo del anteriormente mencionado Bernhard y nieto del exalcalde napoleónico Johann Nikolaus von Nebel— y como se habían enterado del fin de casi 12 años de guerra, tras una invasión conjunta el pasado 8 de octubre de 1851 de las fuerzas brasileñas, de colorados uruguayos y de unitarios argentinos —que constituían el llamado Ejército Grande— los Lamberti pasaron nuevamente al Río de la Plata, llegando a Buenos Aires para separarse así definitivamente de Garibaldi, ya que al mismo tiempo se había firmado la paz, estableciéndose en el tratado que "no habrá vencidos ni vencedores" y con ello el fin del sitio de Montevideo, luego de ocho años.
Posteriormente, en el puerto de El Callao, Garibaldi fundó la logia Cruz Austral y embarcó nuevamente en la nave Carmen para pasar a Chile, alojándose en la ciudad de Valparaíso el 23 de marzo de 1853, y comandando el barco del comerciante Pietro Antonio Denegri —padre del futuro ministro peruano Aurelio Denegri— el 25 de mayo del mismo año viajó a Boston, llegando a principios de septiembre con un cargamento de cobre chileno, y luego de unas desavenencias con el propietario Denegri dejó el mando de la nave y pasó a Nueva York, que con el dinero ganado en América del Sur y la pequeña herencia materna retornaría a Europa, llegando a Génova el 10 de mayo de 1854.

## Actuación naval en la Confederación Argentina

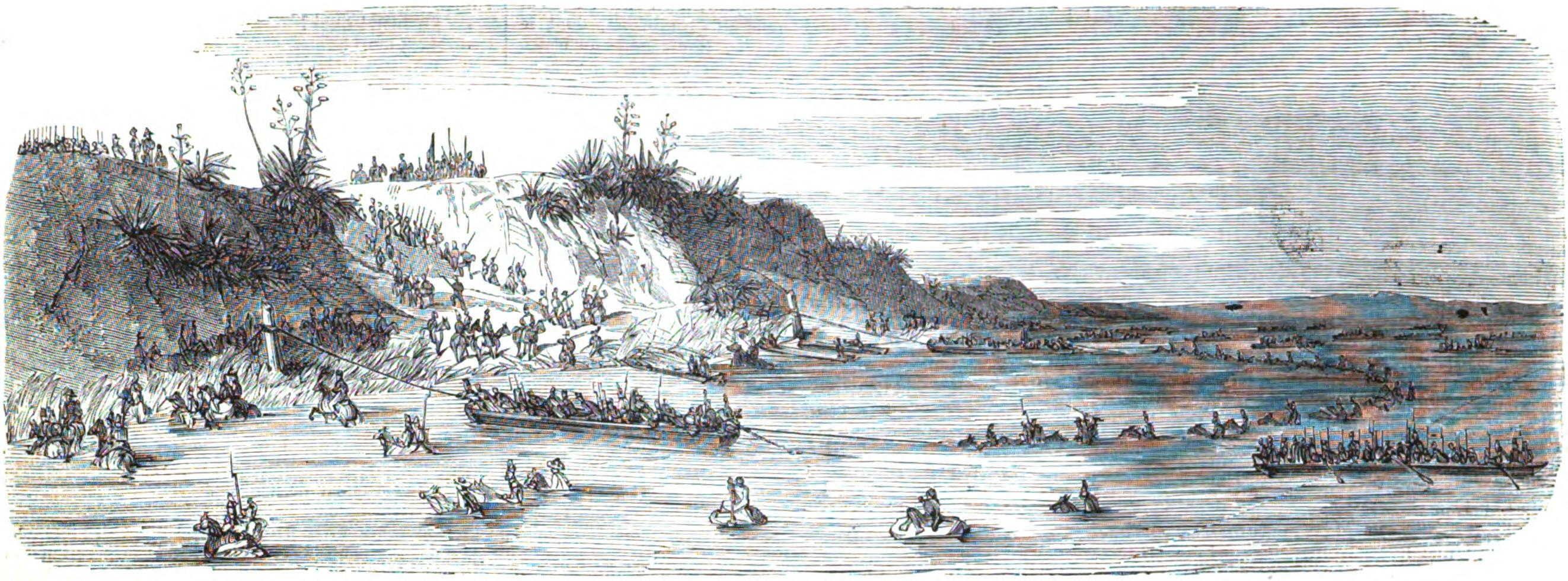
Cruce del río Paraná por el ejército antirrosista comandado por el gobernador entrerriano Justo José de Urquiza.

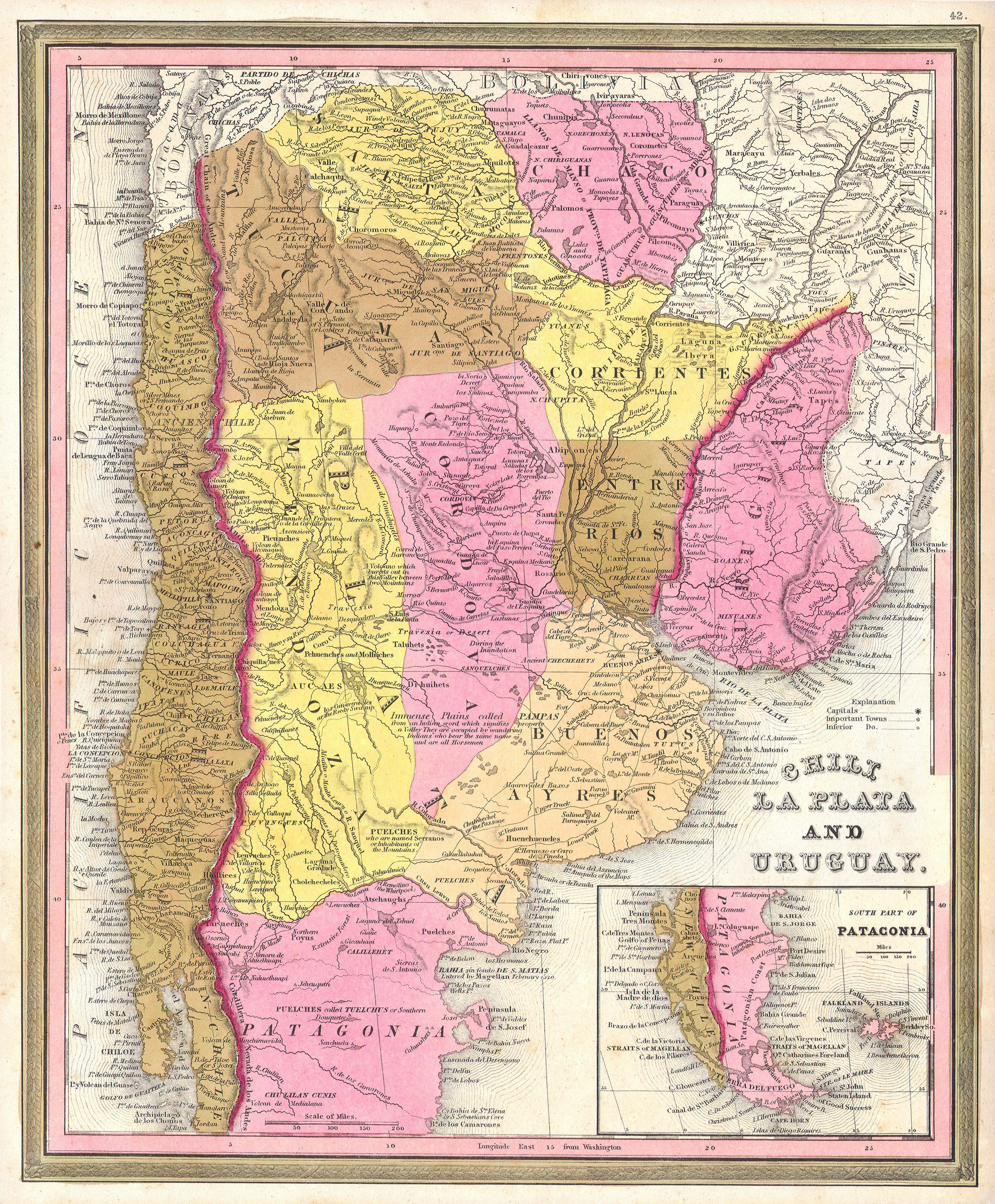
La Confederación Argentina y países limítrofes (hacia 1846).

### Domiciliado en la ciudad entrerriana de Gualeguaychú
Una vez en el Cono Sur, la familia Lamberti se terminó por radicar en la provincia de Entre Ríos en 1852, instalándose en la ciudad de Gualeguaychú, y fue en donde ingresaba como hombre del gobernador entrerriano Justo José de Urquiza, al servicio de la entonces Confederación Argentina.
Finalizado el conflicto en el Estado Oriental del Uruguay, en dicha ciudad argentina se estaban reuniendo y adiestrando fuerzas para el Ejército Grande que se iba concentrando en la ciudad entrerriana de Diamante, y una vez preparados para la campaña, las tropas de infantería y artillería cruzaron el río Paraná en buques militares brasileños y las de caballería iban pasando a nado, en donde también estaba presente el entonces capitán Miguel Francisco de Villegas.
La coalición conformada por el Imperio del Brasil, que financió la guerra, el Uruguay y las provincias argentinas de Entre Ríos y Corrientes que con su ejército atacaron directamente al gobernador Juan Manuel de Rosas, libraron en la provincia de Buenos Aires el 3 de febrero de 1852 la Batalla de Caseros, en la cual las tropas aliadas comandadas por Urquiza derrotaron a las fuerzas federales y forzaron la dimisión de Rosas quien tuvo que marchar a su final exilio, culminando así una etapa histórica argentina.
Ascendido a capitán, Lamberti fue puesto al mando del bergantín goleta Mayo, capturado por la escuadra de Urquiza en el combate de Martín García del 18 de abril de 1853. En diciembre dejó el mando al teniente Mamerto Garay y pasó a comandar el vapor Gobierno de Buenos Aires.
En 1854 el teniente 1.º Lino Adolfo Neves le traspasó el mando del lanchón Victoria de la escuadra de Buenos Aires, y bajo su mando, Lamberti persiguió al bergantín Rayo que pretendía forzar el bloqueo fluvial impuesto por Buenos Aires e internarse en aguas del río Paraná, y en el año 1855 el mismo pasaría a desguace.

### Su apoyo al Estado de Buenos Aires
Formó parte de la escuadra de la Confederación hasta que en 1859 pasó al servicio del Estado de Buenos Aires, siendo su primer comandante del vapor de ruedas Guardia Nacional, el coronel o bien capitán de navío Antonio Sussini, con quien intervino entre septiembre y octubre en la campaña sobre la villa de Rosario.
Además de Sussini, tuvo en el citado año como comandante accidental al capitán Miguel Soler e inclusive Lamberti con el rango de mayor, o bien capitán de corbeta, también sirvió en 1860 como primer comandante accidental a bordo del mismo vapor de ruedas que operaba como transporte artillado, para ser suplantado por Andrés Bertora, hasta que posteriormente tomara el mando el entonces capitán de corbeta Antonio Somellera, un héroe de la Guerra del Brasil.

### Transporte de los despojos del general Lavalle

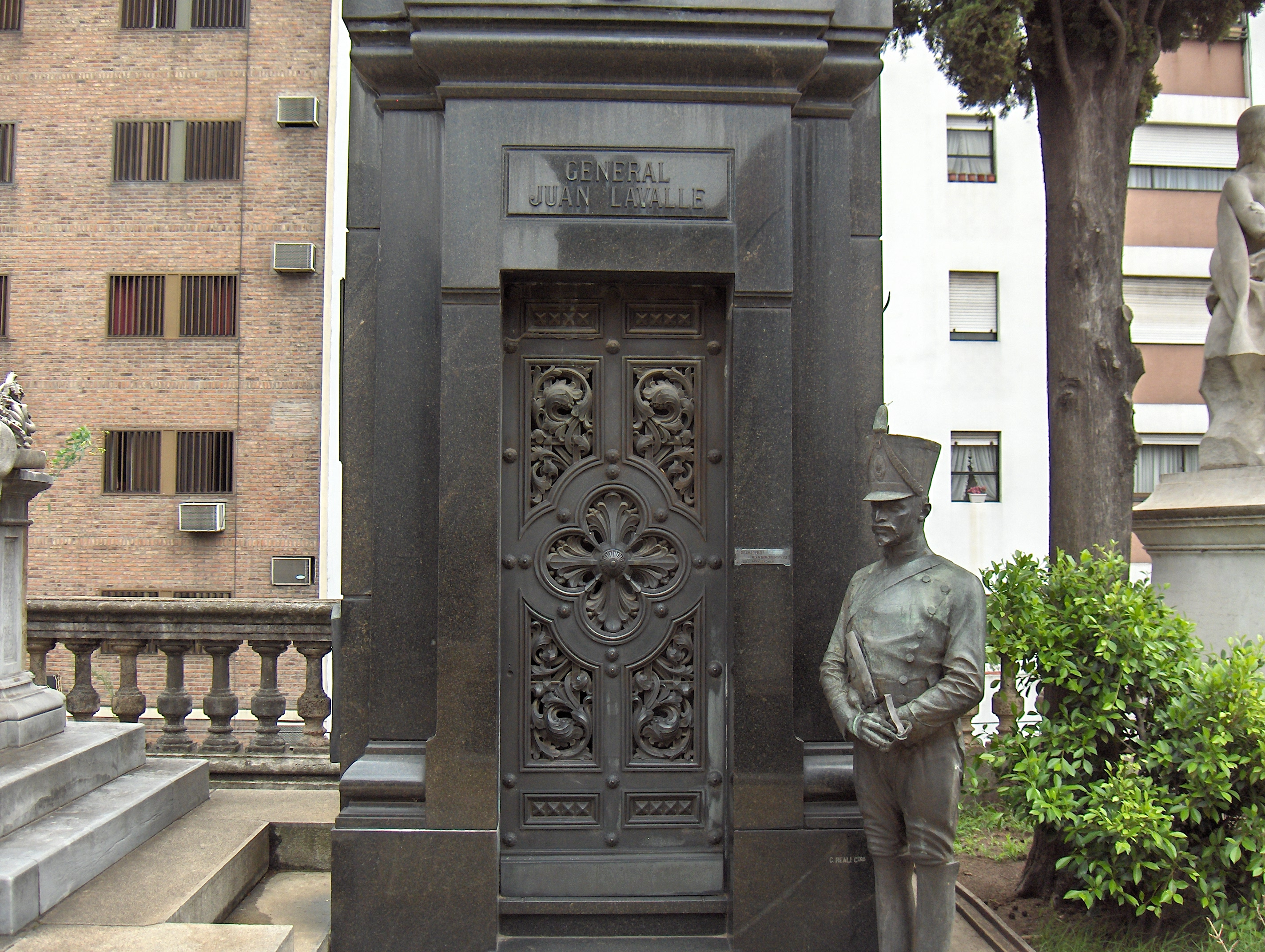
Panteón del general Juan Lavalle en el cementerio de la Recoleta.

A principios de enero de 1861 al mando del Guardia Nacional, en armamento completo, viajó a la villa de Rosario para transportar a Buenos Aires los restos del general Juan Galo Lavalle. La urna estaba allí desde el 31 de diciembre del año anterior.
Los despojos habían sido transportados en secreto un par de décadas atrás por una comitiva unitaria —después de haber sido reconocidos el 9 de octubre de 1841 por el médico español radicado en Jujuy, el doctor Gabriel Cuñado— de la cual formaba parte el teniente coronel Juan Estanislao del Campo, hacia la villa boliviana de Tarija, y luego pasarían a Potosí, para ser trasladados al año siguiente a la ciudad de Valparaíso, en Chile.
Finalmente los restos del general Lavalle serían inhumados definitivamente en el cementerio de la Recoleta el día 19 de enero de 1861. En julio del mismo año, auxilió a la barca francesa Falax que había encallado en Punta Piedras de la bahía Samborombón.

### Su último comando naval en la República Argentina
En junio del citado año Lamberti transfirió el mando a Luis Py y en la segunda mitad de 1861, se desempeñaría como segundo comandante del vapor a ruedas Pavón en la escuadra de la confederación, bajo el mando del capitán de navío José Murature.
Como propietario en abril de 1862 y con en rango de capitán de corbeta —equivalente al de mayor del Ejército Argentino— Lamberti se convirtió en el comandante de la antes citada Pavón, siendo el capitán, o mejor dicho, el teniente de navío Francisco Florville su segundo comandante. Su estado mayor estaba conformado por los subtenientes Alberto Seguí y Juan Seguí, el guardiamarina Aureliano Courtin, el boticario José de la Posta, los maquinistas William Sthefenson y James Matthews, y 66 tripulantes subalternos.
Cuando a finales de diciembre de ese mismo año el buque pasó a medio desarme en la Boca, lo hizo al mando del entonces capitán de fragata Juan B. Lamberti, permaneciendo allí hasta 1863. Luego se lo arrendó a particulares para el tráfico de cabotaje y en noviembre de 1864, fue enviado al río Uruguay para cuidar los intereses argentinos en el Estado vecino homónimo, en donde asistió bajo la comandancia de Lino A. Neves al bombardeo de Paysandú, cumpliendo la misión encomendada.

### Fallecimiento
El capitán de navío Juan Bautista Lamberti fallecería en la ciudad de Buenos Aires, capital de la provincia homónima y de la República Argentina, después del año 1864.

## Matrimonios y descendencia
El entonces teniente primero o bien teniente de fragata Juan Bautista Lamberti se unió en matrimonio hacia 1844 en la ciudad de Montevideo con una hermosa italiana llamada Catalina Cerruti (Chiavari, Reino de Cerdeña, ca. 1824 - provincia de Entre Ríos, ca. 1858) quienes desde febrero a marzo de 1848 se radicarían con sus hijos en la ciudad uruguaya de Paysandú, y en el mismo año, antes de culminar la Guerra Grande, volvieron a Europa en el mes de abril pero en 1850 pasaron a Norteamérica y regresaron al Cono Sur en 1852, esta vez a la provincia argentina de Entre Ríos y luego de enviudar Lamberti, pasaría en 1859 con su descendencia a la ciudad de Buenos Aires.
Juan Lamberti y Catalina Cerrutti tuvieron al menos tres hijos:
- Antonio Lamberti "Antonino"[1][73][74][75][76] (Montevideo,[76] Estado Oriental del Uruguay, 10 de marzo[77] de 1845[71][77] - San Miguel de Tucumán,[3] Argentina, 23 de septiembre de 1926)[3][71][72] aunque era un ítalo-uruguayo de nacimiento,[3] fue criado como entrerriano,[3][76] y al pasar con su familia a Buenos Aires[3] en 1859,[71] se transformó en un soldado,[76] poeta,[76] periodista, empresario[3] y funcionario público argentino.[76] En su niñez sus padres lo llevaron consigo a Europa[50] y luego a Estados Unidos, para regresar al Río de la Plata en 1852, y en su juventud había sido marino en la Armada Argentina.[76] Con su hermano[73] José Lamberti compró en 1881[78] un hotel que renombraron Londres.[79] El 26 de agosto de 1885 concurrió al entierro de su gran amigo y cuñado Matías Behety en el cementerio de Tolosa, y lo acompañaron diversas personalidades como Leandro N. Alem, Victorino de la Plaza, Manuel Quintana, entre otros. En 1898, en un viaje a la Pampa húmeda[80] con su otro gran amigo[75][81][82] y poeta nicaragüense Rubén Darío,[73][81][82] se alojó en su hotel bahiense Londres.[73][80] Era autor de una obra dispersa pero muy valorada en su época reunida póstumamente en un volumen titulado "Poesías".[83]

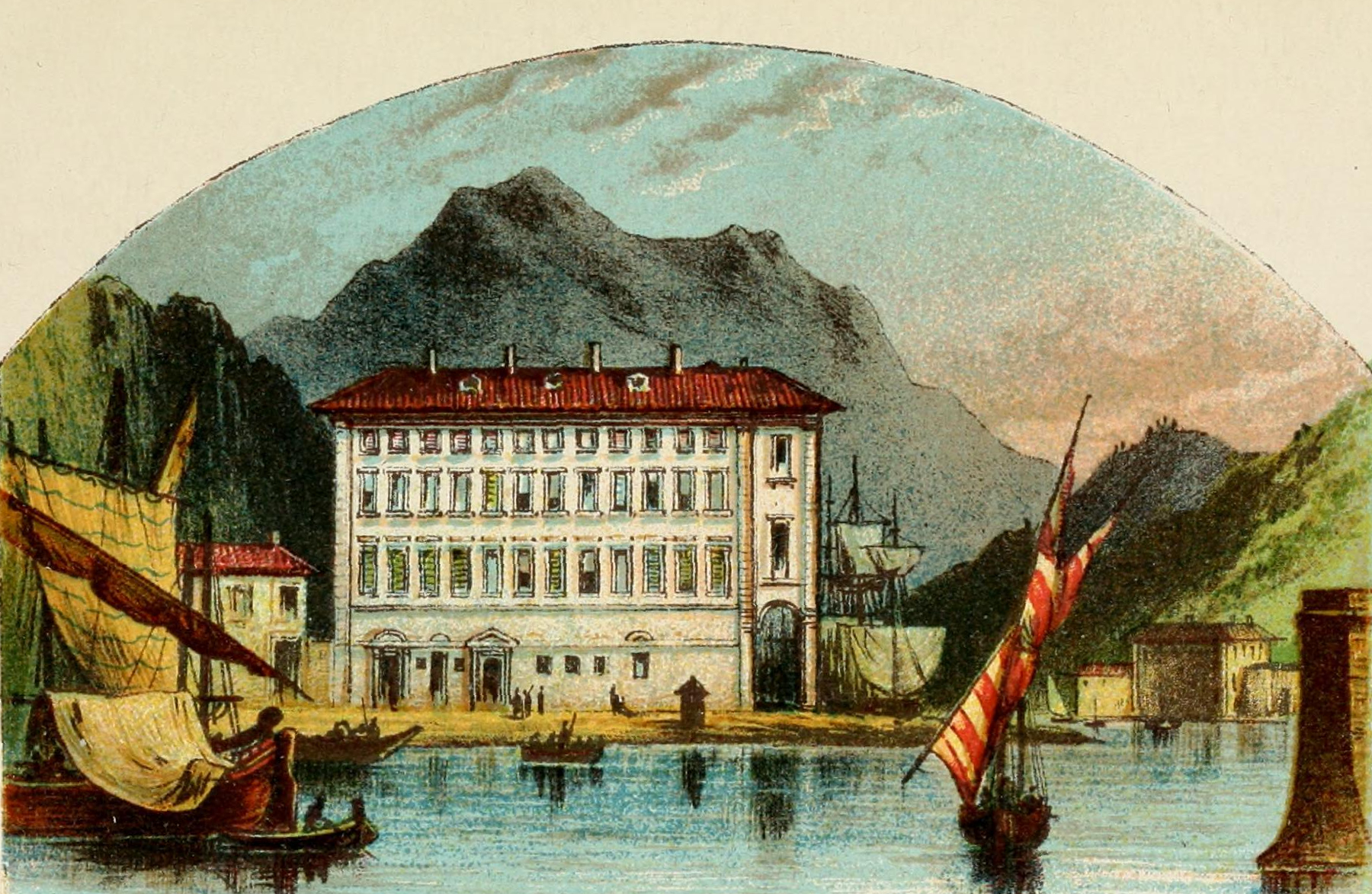
La casa de la familia Garibaldi en Niza del entonces Reino de Cerdeña, en donde residieron en 1848 los hermanos Antonino y José Lamberti, siendo niños.

- José Lamberti "Pepín"[73][84][85] (Montevideo, ca. 1847 - Bahía Blanca, provincia de Buenos Aires, ca. 1920),[72] al igual que su hermano mayor, era un ítalo-uruguayo que al cumplir un año de edad lo llevaron sus padres a Europa,[50] viviendo con los hijos de Garibaldi en la casa de su abuela de Niza en 1848,[51] y luego a Estados Unidos,[85] residiendo en la ciudad de Nueva York,[57] y al regresar al Cono Sur fue criado en Gualeguaychú como entrerriano desde 1852,[50] hasta que al fallecer su madre pasaron a Buenos Aires en 1859.[50][85] Devenido en empresario hotelero bahiense en 1881,[78] junto a su socio y hermano[73] Antonio Lamberti, compraron el hotel Dumont[86] que renombraron Londres.[79] En 1891 se unió a la logia Valle de la Estrella Polar[86][87] y el 30 de enero[88] de 1894[88] Lamberti[88] y otras ciento siete personalidades bahienses más,[88] peticionaron al presidente argentino Luis Sáenz Peña[88] para que se erija un puerto militar en la bahía Blanca,[88] y basándose en dicha petición, el capitán de navío Félix Dufourq Panelo formuló la tesis que fuera premiada por el Centro Naval en 1895. Desde el año 1897 fue nombrado vocal de la Sociedad Rural de Bahía Blanca[89] y también integró la comisión directiva del Tiro Federal.[86] Además en el citado año adquirió en la misma ciudad un terreno de 836 m², ubicado en la esquina de enfrente y con vista a la plaza Rivadavia,[90] en donde encomendó al arquitecto Antonio Gerardi[90] la construcción de un nuevo hotel.[90] Finalmente fue fundado el «Puerto Militar de Bahía Blanca» el 30 de diciembre de 1898  —actual Puerto Belgrano— cuya construcción fuera encargada al ingeniero italiano Luigi Luiggi.[91] En cuanto al nuevo hotel Lamberti,[90] se vendió 1902[90] al empresario español Antonio Álvarez Muñiz,[90] y en donde se alojarían Carlos Gardel y José Razzano.[86] José Lamberti[85] se había unido en matrimonio con Catalina Niello,[85] siendo su primogénito el empresario Ítalo Luis Lamberti[92][93] quien se enlazó con su prima materna Clementina Piazza[92] concibiendo a cinco hijos, y sería el heredero del hotel siglo XX de Carmen de Patagones y del viejo hotel Londres[93] de Bahía Blanca hacia 1920[93] y luego de venderse pasó a la ciudad de Buenos Aires en donde fuera nombrado auxiliar 10.º de la Dirección General de Rentas hasta el 31 de enero de 1947.[94]
- María Lamberti[95][96] (Gualeguaychú,[50] provincia de Entre Ríos, e/ enero y septiembre de 1857 - Buenos Aires, 11 de septiembre de 1880) estaba de novia con el poeta Matías Behety[95][96] (Montevideo, 19 de mayo de 1849 - Tolosa, provincia de Buenos Aires, 24 de agosto de 1885) —que también fuera nombrado por Miguel Cané en su obra, evocándolo como el condiscípulo más brillante de la promoción— y de quien se había enamorado en la ciudad bonaerense de Tolosa[96] hacia 1878 pero ella fallecería a los 23 años de edad, dedicándole el joven poeta un soneto el cual se lo entregó a su cuñado Antonio Lamberti cuando residía en la nueva ciudad de La Plata, fundada en 1882 por el gobernador Dardo Rocha Arana —además de componerle dos poemas más que también dio a su amigo Antonino: "La visión de la vida" y "La visión de la muerte"— y que lo tituló:[97]

María:
                                                  "Hacia tu hogar encaminé mi paso
                                                  y me detuve trémulo en su puerta!
                                                  el sol se sepultaba en el ocaso,
                                                  y al abrazarme me dijiste: ¡muerta!
                                                  La sombra me inundó el alma entera
                                                  en un sollozo se agitó doliente,
                                                  al mirar esa hermosa primavera
                                                  desmayada en el rayo de su oriente.
                                                  ¡Muerta! exclamé, y respondiste: ¡muerta!
                                                  Delante su ataúd caí postrado...
                                                  Cerré los ojos y la vi despierta,
                                                  su angelical semblante iluminado.
                                                  Me hablaba, y sonriendo enternecida,
                                                  envuelta en nubes de flotantes velos,
                                                  ¡oh! no lloreis, me dijo, mi partida,
                                                  yo era la desposada de los cielos!"
Matías Behety.

Luego de enviudar, Juan Lamberti con unos 49 años de edad se uniría en segundas nupcias en Buenos Aires el 21 de febrero de 1859 con Ángela Merlo (n. ca. 1826) —una hija de Juan Bautista de Merlo y Zavaleta de Aramburú (n. Buenos Aires, e/ enero y junio de 1786) y de Tomasa Montiel (n. ca. 1796)— pero no dejaría descendencia este enlace.

## "Juvenilia"(de Miguel Cané)
Después de todo lo acontecido, el capitán Juan Bautista Lamberti quedaría inmortalizado —al igual que el abogado militar Miguel Francisco de Villegas, el literato Estanislao del Campo y el médico naval Federico R. Cuñado, en la obra literaria "Juvenilia" de Miguel Cané, escrita en 1884— pero que no figuró hasta la recopilación póstuma de 1916:
- Párrafos de la página 277:

«Lorenzo continuó:

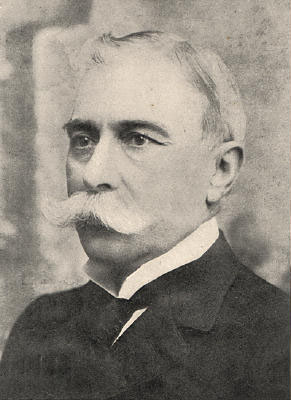
Miguel Cané.

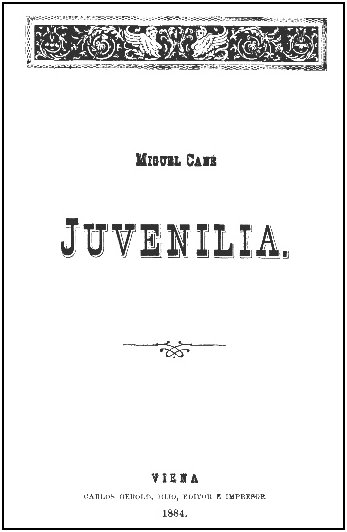
Juvenilia. Prosa ligera (póstumo, 1916).

—Reuniendo, pues, las sumas obtenidas hasta hoy, se puede disponer, a más de lo gastado, de diez mil patacones. He declarado ya a mi amigo Castellar que mi intervención no tenía más alcance que la reunión de fondos y elementos y que esperaba que el sentimiento que me dictaba esa línea de conducta fuera bien comprendido. Es necesario no dar a los adversarios la enorme ventaja de acusar a Vds. de apelar al extranjero. Sé que sería un absurdo; pero nada hay más terrible que el absurdo cuando toma una forma definitiva y neta. Sólo me resta, rogar a nuestro amigo Martínez quiera dar cuenta de la comisión que tuvo a bien aceptar.

—El vapor Urano, dijo el interpelado, está a nuestra disposición, mediante cinco mil duros y los gastos de seguro. Es un buen buque, no muy grande, pero que puede fácilmente transportar trescientos hombres. Lo manda un italiano, el capitán Lamberti, que me parece un hombre digno de confianza. Como el seguro ofrece muy serias dificultades, tal vez insuperables, he propuesto, salva ratificación de parte de Vds., que los propietarios mismos se encarguen de asegurarlo. Esto importará un gasto considerable.»